# デイヴィッド・セイン
デイビッド・セイン（David A Thayne、1959年 - ）は、米国生まれの英語教育者、翻訳家。

## 来歴・人物
カリフォルニア州アズサパシフィック大学社会学修士号。証券会社勤務の後、来日。翻訳家・通訳・英会話教師（日米会話学院、バベル翻訳外語学院）として活動。多数の英会話関連の書籍を著している。
1999年には、英語を中心テーマとした出版物等の企画・編集・制作を業とする有限会社エートゥーゼットを設立し、同社の運営するエートゥーゼット英語学校（東京：根津、春日）の校長として英語教育に携わる。

## 著書
- 『5単語までで通じる英会話 やさしく身につく実践的フレーズ250』（ノヴァ） 1998
- 『意味の似ている英単語使いこなしbook 類義語の使い分けがマスターできる 名詞編』（ノヴァ） 1998
- 『覚えず増える英会話ボキャブラリー やさしい単語だけでネイティヴの表現力が身につく!』（ノヴァ） 1998

- 『英会話定番フレーズと個性派フレーズ ああも言えるこうも言える簡単表現1500』（ノヴァ） 1999

- 『朝日英語スタイルブック 英文を書くためのルール』（朝日出版社） 2000
- 『言えそうで言えない身の回りの生活英語 日常表現のスピーキングレッスン27』（ノヴァ） 2000
- 『男と女の英会話』（白石書店） 2000

- 『癒される英語、癒す英語。』（三修社） 2002
- 『声に出して覚えたい英語』（集英社） 2002
- 『しりとりEnglish 1000』（ダイヤモンド社） 2002

- 『あなたは2単語英語でどれだけ表現できますか?』（実業之日本社） 2003
- 『これを英語でできますか?』（サンマーク出版） 2003
- 『史上もっとも簡単なトッピング英語術』（アスキー・コミュニケーションズ） 2003
- 『しりとり英語for fun!』（あすなろ書房） 2003
- 『足し算英語for fun!』（あすなろ書房） 2003

- 『英語ライティングルールブック 正しく伝えるための文法・語法・句読法』（DHC） 2004
- 『英語リスニング3速ドリル スピードの変化に慣れれば必ず聴き取れる』（講談社インターナショナル） 2004
- 『知ってる?あの単語のこんな意味 知ったら倍増!ボキャブラリー』（ノヴァ） 2004
- 『ネイティブはたった100語で話している!』（田村・ティム・隆幸訳 ダイヤモンド社） 2004
- 『10日間でわたしも話せるネイティブ英語 デイビッド・セイン式』（宝島社、別冊宝島） 2004

- 『ジャパンFAQ level 4(2000-word)』（アイビーシーパブリッシング、洋販ラダーシリーズ） 2005
- 『ニッポン人のヘンな英語 ネイティブだけが知っている単語やフレーズに隠された本当の意味』（日本文芸社） 200年

- 『イメ～字でわかる! ネイティブ英語のしゃべり方』（インディゴ出版） 2006
- 『英語即答トレーニング 自然なひとことがさっと口に出る!』（小学館） 2006
- 『英語ライティングワークブック 正しく書くための文法・語法・句読法 増補版』（DHC） 2006
- 『デイビッド・セインの英語塾2 デイビッド・セインの英語力アップ!コーチング』（実務教育出版） 2006
- 『ディビッド・セインのこんなヤツにはこの英語! 相手によって使いわける上品な英語・下品な英語』（三修社） 2006
- 『ネイティブ英語脳になる! 短くて伝わる英語』（宝島社） 2006
- 『ネイティブ音感で覚える英単語ドリル』（日本実業出版社） 2006

- 『イメ～字でわかる! ネイティブ英語の24時間』（インディゴ出版） 2007
- 『英語で答えるニッポンの不思議』（中経出版） 2007
- 『カイシャ英語 取引先を「Mr.」と呼んだら商談が破談?』（講談社+α新書） 2007
- 『ジャパンFAQ 社会編』（松澤喜好監修、IBCパブリッシング） 2007
- 『ディビッド・セインの和英はこんなに単純だ! 日本語そのまんまイングリッシュ 熟語編 / フレーズ編』（三修社） 2007
- 『ネイティブ英語の壁 あなたは勘違い英語で損をしていませんか?』（インディゴ出版、イメ～字でわかる!シリーズ） 2007
- 『ネイティブ英語の空耳 クイズで鍛える英語リスニング道場』（インディゴ出版、イメ～字でわかる!シリーズ） 2007

- 『3語で9割通じる英会話』（青春新書インテリジェンス） 2008
- 『ジャパンFAQ 文化編』（松澤喜好監修、IBCパブリッシング） 2008
- 『ビジネスquick English　電話』（ジャパンタイムズ） 2008
- 『ネイティブが喜ぶ英会話のネタ本』（青春新書インテリジェンス） 2008
- 『英語は10回読めばモノになる!』（サンマーク出版） 2008
- 『ビジネスquick English　ミーティング』（ジャパンタイムズ） 2008
- 『見てナットク!違いがわかる英会話. 形容詞編 / 表現編 / 動詞編』（三修社） 2008 - 2009
- 『ビジネスquick English メール』（ジャパンタイムズ） 2008

- 『英会話そのビミョーな気持ちを言えますか?』（青春出版社） 2009
- 『英語表現使い分け3600フレーズ 日本語の動詞から引ける』（日本実業出版社） 2009
- 『ビジネスquick English　海外出張』（ジャパンタイムズ） 2009
- 『暮らしと仕事の英語表現8000 何から何まで言ってみる』（語研） 2009
- 『ビジネスで使ってはいけない英語100』（NTT出版） 2009
- 『ビジネスquick English　プレゼン』（ジャパンタイムズ） 2009
- 『見ればわかるのになぜか聞き取れない英語』（NTT出版） 2009

- 『語源で英語力を磨く本 読むだけで英単熟語1200が身につく!』（永岡書店） 2010
- 『出社してから帰るまでネイティブに伝わるビジネス英語700』（アスコム） 2010
- 『チームリーダーの英語表現』（日経文庫） 2010
- 『ネイティブが思わず吹き出すヘンな英語 ネイティブだけが知っている本当の意味』（日本文芸社、日文新書） 2010
- 『ネイティブスピーカーにグッと近づく英語 mini版』（アスコム） 2010

- 『英会話「1日1パターン」レッスン 驚くほど話せるようになる!』（PHP文庫） 2011
- 『これを英語で説明できますか? 外国人が知りたいニッポンの不思議』（日本実業出版社） 2011
- 『その英語、ちょっとエラそうです』（青春新書インテリジェンス） 2011、のち改題『その英語、ネイティブには失礼です』（青春文庫）
- 『ネイティブが教えるTOEICテストシンプル勉強法 1万人の日本人に教えてわかった!』（アスコム） 2011
- 『ネイティブが教える英語の語法とライティング』（研究社） 2011
- 『ネイティブが???(ハテナ)にならない英語』（講談社+α文庫） 2011
- 『ネイティブとつながるTwitter英語』（祥伝社、黄金文庫） 2011
- 『ネイティブに嫌われる英語 mini版』（アスコム） 2011
- 『英語で読む世界の名言 英語で人生を学ぶ』（アスコム） 2011
- 『ネイティブに伝わるビジネス英語の書き方 英文eメールで必要なことはこれ1冊でOK!』（アスコム） 2011
- 『読むだけで英語が楽しくなる本 mini版』（アスコム） 2011
- 『中学英語で通じるビジネス英会話』（日経ビジネス人文庫） 2011

- 『打ち合わせから出張までネイティブに伝わるビジネス英語 ワンランクアップ編』（アスコム） 2012
- 『英会話の9割は中学英語で通用する mini版』（アスコム） 2012
- 『英語足を引っ張る9つの習慣』（青春新書インテリジェンス） 2012
- 『「おつかれさま」を英語で言いたくないですか?』（東京書籍） 2012
- 『感動する英語! 元気がでる英語! mini版』（アスコム） 2012
- 『学校では教えてくれなかったネイティブにちゃんと伝わる英単語帳 mini版』（アスコム） 2012
- 『30秒英語プレゼン術エレベーター・スピーチでビジネス英語のレベルが一気に上がる』（アスコム） 2012
- 『世界で活躍するビジネスパーソンの必須スキル!』（アスコム） 2012
- 『その英語、ネイティブはこう言っています!』（三笠書房、知的生きかた文庫） 2012
- 『デイビッド・セイン先生と英語で日本全国47都道府県めぐり シャドーイングですらすら言える!』（Jリサーチ出版） 2012
- 『日本人がつい間違えるNGカタカナ英語 そのカタカナ英語ネイティブには通じません!』（主婦と生活社） 2012
- 『日本人が「使いすぎる」英語』（PHP文庫） 2012
- 『ネイティブの「英会話が口からパッと出る」英作文トレーニング』（西東社） 2012
- 『ネイティブもその気になる3語の英会話』（青春新書PLAY BOOKS） 2012
- 『ホントにわかって使ってる!?日本人のテキトーな英語』（だいわ文庫） 2012

- 『1日5分で英語脳をつくる音読ドリル CDブック』（アスコム） 2013
- 『1問1答日本人の「直訳英語」を「伝わる英語」に変える本』（中経出版） 2013
- 『英会話ショートフレーズ辞典』（ナツメ社） 2013
- 『英会話は伝え方で9割決まる』（アスコム、学校では教えてくれなかった英語） 2013
- 『聞くだけで話す力がどんどん身につく英語サンドイッチメソッド CDブック』（アスコム） 2013
- 『暮らしの英語を書いてみよう』（東京書籍） 2013
- 『これだけ!ビジネス英語基本の100フレーズ シーンで覚える』（宝島社、別冊宝島） 2013
- 『「ごちそうさま」を英語で言えますか? 学校では教えてくれなかった英語』（アスコム） 2013
- 『セイン先生の"爆笑"あなたの英語、ここがヘン!』（永岡書店） 2013
- 『その英語、仕事の相手はカチンときます』（青春新書INTELLIGENCE） 2013
- 『その返事、ネイティブはイラッとします 成功するビジネス英会話の極意』（朝日新書） 2013
- 『チャートでカンタンに覚えられるネイティブがよく使う動詞 mini版』（アスコム） 2013
- 『超簡単! 相手に9割しゃべらせる英会話術』（PHP文庫） 2013
- 『デイビッド・セインの世界一便利な単語帳 知ってそうで知らない実用単語』（IBCパブリッシング） 2013
- 『「できる人!」と思われる英会話ひと言フレーズ388』（宝島社） 2013
- 『泣ける英語 中学英語でスラスラ読める! 長文読解トレーニング』（アース・スターエンターテイメント） 2013
- 『ネイティブはこう使う!マンガでわかる前置詞』（西東社） 2013
- 『ネイティヴ発想の英文ライティング 赤字チェックで徹底指導!』（DHC） 2013
- 『ミニ英会話ビシッと個性派フレーズCD-BOOK 大人気セイン先生のああも言えるこうも言える』（主婦の友インフォス情報社） 2013
- 『4コマ漫画でわかる! 前置詞』（宝島社、別冊宝島） 2013

- 『英会話手帖 中学英語でなんでも言える!』（成美堂出版） 2014
- 『英語でお仕事デビュー!』（秀和システム） 2014
- 『英語で授業デビュー!』（秀和システム） 2014
- 『英語でメール・カードを書いてみよう』（語研） 2014
- 『英語リスニング聴き取れないのはワケがある』（青春新書INTELLIGENCE） 2014
- 『ビジネス英語の新人研修Prime 4 会議のフレーズ』（ジャパンタイムズ） 2014
- 『基礎英語ができない大人の英会話』（主婦の友社） 2014
- 『ビジネス英語の新人研修Prime 5敬語マスター!』（ジャパンタイムズ） 2014
- 『その英語、正しいのはどっち!? ネイティブがよく使うお決まりフレーズ300』（アスコム） 2014
- 『中学英語で英語の雑談ができるようになる本』（アスコム、学校では教えてくれなかった英語） 2014
- 『「ちょい足し」英語で、ネイティブのように会話ができる! たった1語、プラスするだけ!』（ベストセラーズ） 2014
- 『デイビッド・セインの中学英語で楽しむ世界の日本人ジョーク』（KADOKAWA） 2014
- 『デイビッド・セインの日本紹介 FAQ JAPAN』（村松静枝訳 IBCパブリッシング） 2014
- 『デイビッド・セインのネイティブに必ず伝わる日常英会話辞典 本音が伝わる3275フレーズ』（ナツメ社） 2014
- 『ビジネス英語の新人研修Prime 2　電話のフレーズ』（ジャパンタイムズ） 2014
- 『TOKYO CITY GUIDE 対訳 観光客をもてなす極上のスポット』（IBCパブリッシング） 2014
- 『なぜ日本人は「わきの下」も英語で言えないのか? 学校では教えてくれない英語基本表現1200』（SB新書） 2014
- 『日本人の9割が使っているヘングリッシュ145 爆笑英語4コママンガでわかる!』（扶桑社） 2014
- 『ネイティブはこう使う!マンガでわかる英会話フレーズ』（西東社） 2014
- 『ネイティブはこう使う!マンガでわかる動詞』（西東社） 2014
- 『ビジネス英語「1日1パターン」レッスン スキマ時間で最速マスター!』（PHP研究所） 2014
- 『ビジネス英語の8割は中学英語で通用する メールも手紙も報告書もこれでOK!』（アスコム） 2014
- 『「へこむ」を英語で言えますか?』（朝日新聞出版） 2014
- 『まるごとNEW YORKリスニング 「結婚式の誓い」から「レストランでの会話」などNY現地取材を敢行したライヴ録音』（IBCパブリッシング） 2014
- 『まんがでマスターネイティブが使い分ける動詞・名詞・形容詞』（ナツメ社） 2014
- 『ビジネス英語の新人研修Prime 3メールのフレーズ』（ジャパンタイムズ） 2014
- 『もしもネイティブが中学英語を教えたら』（アスコム） 2014

- 『朝から晩までZOOっと英会話』（アスコム） 2015
- 『言えそうで言えないとっさの英語基本の即答フレーズ75 CDブック』（アスコム） 2015
- 『英会話その単語じゃ人は動いてくれません』（青春新書INTELLIGENCE） 2015
- 『「お世話になっております」を英語で言えますか? ネイティブに伝わるビジネス英会話』（ナツメ社） 2015
- 『「回転すし」を英語で言えますか? 意外と言えない英単語・英熟語』（アスコム） 2015
- 『聞くだけ!英語を話す力を身につけるCDブック 英語サンドイッチメソッド日常会話編』（アスコム） 2015
- 『聞くだけでネイティブに伝わるビジネス英語を身につけるCDブック ビジネス英語の決定版!』（アスコム） 2015
- 『セイン先生の絵を見てこたえるかんたん接客英会話 イメージトレーニングできるから、もうあせらない!』（岩瀬敦智監修、誠文堂新光社） 2015
- 『デイビッド・セインのデイリースピーキング ストーリーで身につく英会話』（三修社） 2015
- 『ネイティブ流奇跡の英速読』（秀和システム） 2015
- 『ネイティブはこう使う! マンガでわかる冠詞』（西東社） 2015
- 『ネイティブはこう使う! マンガでわかる形容詞・副詞』（西東社） 2015
- 『ネイティブはこう使う! マンガでわかる時制・仮定法』（西東社） 2015
- 『まいにちのキッズ英会話31日間プログラム』（主婦の友社） 2015
- 『まんがでマスターネイティブが教えるやりなおしの中学英文法』（ナツメ社） 2015
- 『まんがでマスターネイティブに面白いほど伝わる英会話フレーズ』（ナツメ社） 2015
- 『メールとレターの英語表現5500 そのまま使える』（語研） 2015

- 『英会話気持ちを伝えるフレーズ辞典 ぴったりの表現がみつかる』（池田書店） 2016
- 『NGフレーズでわかる!正しく伝わるビジネス英語450』（西東社） 2016
- 『会話がとぎれない英語の雑談18のルール mini版』（アスコム） 2016
- 『これで安心! 飲食店の接客英会話』（三修社、デイビッド・セインのデイリースピーキング） 2016
- 『これで安心! 売り場の接客英会話』（三修社、デイビッド・セインのデイリースピーキング） 2016
- 『これで安心! ホテルの接客英会話』（三修社、デイビッド・セインのデイリースピーキング） 2016
- 『3分で泣ける。英語でショートショート』（窪嶋優子共訳、秀和システム） 2016年
- 『日本人が知らないいまどきの英語』（PHP研究所） 2016
- 『100%伝わる! 超シンプルビジネス英語 ネイティブに通じる!』（日経BP社） 2016
- 『100分DVDで完全マスター・海外英会話』（KADOKAWA） 2016
- 『ビジネス英語基本の『き』』（南雲堂、デイビッド・セインの基本の『き』シリーズ） 2016
- 『ビジュアル版英会話1日1パターンレッスン 驚くほど話せるようになる!』（PHP研究所） 2016
- 『ワンコイン英会話 雑談編 / 日常生活編』（秀和システム） 2016

### 共著
- 『アメリカ人の心がわかる英会話 表現のウラを読む』（鈴木衣子共著、南雲堂） 1996

- 『英会話気持を切り出すひとこと1000 Heart to heart talk』（成瀬武史共著、NOVA） 1998
- 『ニュアンスの違いがわかる英会話表現 100%気持ちが伝わるフレーズ246』（鈴木衣子共著、ノヴァ） 1998

- 『英会話意見を切り出すひとこと1000』（成瀬武史共著、NOVA） 1999

- 『こんど絶対うかりたい人の英検準2級連続模試』（問題作成、有井奈保子解説、ナガセ、東進ブックス） 2000

- 『あなたの英語は`誤解’されている!』（長尾和夫共著、PHP研究所） 2001
- 『英語でイヤミを言えますか?』（編、廣済堂出版） 2001
- 「タテのことばをヨコにするシリーズ」（AtoZ編、長尾和夫共著、三修社） 2001
『現代ニッポンの四字熟語 和(Japanese)to英(English)』
『五〇音順日本語そのまんまEnglish 和(Japanese)to英(English)』
『上品な英語・下品な英語、ふつうの英語。』
『翻訳超訳 たてかんばんを英語にする 和(Japanese)to英(English)』
『英語のデパート。 和(Japanese)to英(English) 百貨店的英会話百科集』（長尾和夫, 佐藤淳子共著、三修社） 2002

- 『子どもに英語を教えるな! 親だからできるいっしょに楽しくペラペラ』（長尾和夫, 岡悦子共著、バジリコ） 2002
- 『セインさんのit’s cool English!』（小池信孝共著、ディスカヴァー・トゥエンティワン） 2002
- 『セインさんの知らないと恥ずかしい、なのに誰も教えてくれない英語の常識』（長尾和夫共著、ディスカヴァー・トゥエンティワン） 2002
- 『トップドッグが教える仕事ができる人、できない人の英語術 出世、成功を手に入れるために』（長尾和夫共著、PHP研究所） 2002
- 『ネイティブのココロがわかる英会話』（AtoZ編、長尾和夫共著、三修社） 2002
- 『身近なことばで引ける日常英語表現ハンドブック』（長尾和夫共著、ジャパンタイムズ） 2002

- 『"Good going!"2語で英会話! ネイティブが話す定番フレーズ』（小池信孝共著、明日香出版社） 2003
- 『XYZ! こんなとき英語でどう言うの?』（AToZ共著、宝島社） 2003
- 『ウサギがカメに教わる日本人に一番ピッタリの英語の本』（長尾和夫共著、主婦の友社） 2003
- 『英語で仕事ができますか? 新定番!オフィス英語便利帳』（長尾和夫共著、角川oneテーマ21） 2003
- 『お嬢さまの英会話 気品ある表現が身につく速修帳』（エートゥーゼット監修、西園寺リサ共著、PHP研究所） 2003
- 『その英語、ネイティブにはこう聞こえます』（小池信孝共著、主婦の友社） 2003
- 『だからあなたは英語ができない 会話上手になるための28のポイント』（長尾和夫共著、実業之日本社） 2003
- 『使ってトクする英語損する英語 <交渉力>アップのための英会話術』（長尾和夫共著、平凡社新書） 2003
- 『ネイティブがよく使う英語スラング』（小池信孝共著、明日香出版社） 2003
- 『ネイティヴチェックで鍛えるビジネス英文ライティング』（長尾和夫共著、DHC） 2003

- 『一分間に二〇〇語の英文を読めますか? リーディングで鍛えるリスニング』（森田修共著 角川oneテーマ21） 2004
- 『英語でトリビア 学校の授業では習わなかった、意外な英語の「常識」』（石本絢子共著、すばる舎） 2004
- 『カラダにからむ英会話表現』（長尾和夫共著、ノヴァ） 2004
- 『その気持ち、ネイティブだったら1秒で言うよ!』（田村・ティム・隆幸共著、ダイヤモンド社） 2004
- 『ネイティブ<one word:one phrase>表現』（小池信孝共著、明日香出版社） 2004
- 『はじめてのビジネス英会話』（森田修共著、日経文庫） 2004
- 『ひとことで変わる英語のイミ 似ている英語のぴったり使い分け』（鈴木衣子共著、ノヴァ） 2004
- 『プレゼンテーションの英語表現』（マーク・スプーン共著、日経文庫） 2004

- 『英語脳をつくる穴埋めドリル』（岡悦子共著、ダイヤモンド社） 2005
- 『必ず話せる英会話入門』（小池信孝共著、主婦の友社） 2005
- 『気のきいた英語表現180 ネイティブもうなる!』（田村・ティム・隆幸共著、PHP文庫） 2005
- 『敬語の英語 日常でもビジネスでも使える』（佐藤淳子共著、ジャパンタイムズ） 2005
- 『ネイティブ会話によく出る英語スラング』（小池信孝, 田村・ティム・隆幸共著、明日香出版社） 2005
- 『二人だけの愛の英会話』（長崎祐子共著、中経出版） 2005
- 『持ち歩きトラベル英会話 オールカラー版』（小池信孝共著、主婦の友社） 2005

- 『あいづち英会話 あいさつ、合いの手、問い返し+発音練習帳』（小池信孝共著、ジャパンブック） 2006
- 『英語でブログを書いてみよう ネットではじめる気軽な3行日記』（小松アテナ共著、技術評論社） 2006
- 『親子でまなぶ英会話レッスン』（小池信孝共著、主婦の友社） 2006
- 『とっさの英会話フレーズ』（エートゥーゼット共著、主婦の友社） 2006
- 『ミーティングの英語表現』（マーク・スプーン共著、日経文庫） 2006

- 『そのおもしろ日本語、ネイティブが(むりやり!?)英語に訳します』（エートゥーゼット共著、技術評論社） 2007
- 『ネイティブはこんな時こう言う! 表現のウラを読む』（鈴木衣子共著、南雲堂） 2007
- 『ネゴシエーションの英語表現』（マーク・スプーン共著、日経文庫） 2007
- 『まるごとNew York! 生中継 聴けそうで聴けないナマの英語』（エド・ジェイコブ, 森田修共著、IBCパブリッシング） 2007
- 『やさしい動詞でこれだけ言えます! CD聴くだけ英会話』（森田修共編著、実務教育出版） 2007
- 『英会話超速メソッド』（小池信孝共著、主婦の友社） 2007
- 『敬語の英語 丁寧さ別3段階 実践編』（佐藤淳子共著、ジャパンタイムズ） 2007

- 『瞬発英会話 英語の反射神経が身につくスゴ技トレーニング』（小池信孝共著、主婦の友社） 2008
- 『ネットの英語術 インターネットを使いこなすための英語表現ハンドブック』（小松アテナ, エド・ジェイコブ共著、実務教育出版） 2008
- 『世界のトップリーダー英語名言集 business 夢を実現せよ、人を動かせ、創造せよ』（佐藤淳子共著、Jリサーチ出版、J新書） 2009

- 『アメリカ大統領英語名言集 歴史を動かす、世界を変える、人々の心に響く』（佐藤淳子共著、Jリサーチ出版、J新書） 2010
- 『教科書、辞書のその英語、ネイティブはもう使いません』（小池信孝共著、主婦の友社） 2010
- 『その英語、ネイティブには通じません』（エートゥーゼット共著、ベストセラーズ） 2010
- 『その英語、ネイティブはカチンときます』（岡悦子共著、青春新書インテリジェンス） 2010
- 『その英語、ネイティブは笑ってます』（岡悦子共著、青春新書インテリジェンス　2010
- 『日本人の知らないネイティブ英会話130のルール このルールを知らずに、英語を話してはいけない!』（岡悦子共著、ダイヤモンド社） 2010
- 『ネイティブが使う英語使わない英語 mini版』（小池信孝共著、アスコム） 2010

- 『〈朝から夜まで〉2語で英会話! 朝起きてから寝るまで使えるカンタンな一言フレーズ』（小池信孝共著、明日香出版社） 2011
- 『英文法、ネイティブが教えるとこうなります やり直し教養講座』（森田修共著、NHK出版新書） 2011
- 『クイズ社内英語力検定 あなたの「ビジネス英語」、本当に大丈夫?』（いしもとあやこ共著、学研教育出版） 2011
- 『その英語、ネイティブはハラハラします』（岡悦子共著、青春新書インテリジェンス） 2011、のち文庫
- 『とにかく通じる英語 超かんたんで役立つビジネス英会話の本』（岡悦子共著、草思社） 2011
- 『ネイティブならそうは言わない日本人が習わない英語』（小池信孝共著、ディスカヴァー携書） 2011
- 『非ネイティブのためのパワーワード500』（佐藤淳子共著、ジャパンタイムズ） 2011

- 『英文法、ネイティブがもっと教えます やり直し教養講座』（森田修共著、NHK出版新書） 2012
- 『世界のトップアスリート英語名言集 夢を抱け前を向け心奮い立たせよ』（佐藤淳子共著 Jリサーチ出版、J新書） 2012年
- 『定番ビジネス書類の英文テンプレート 書き換えるだけで辞書いらず!』（小林奈々子共著、翔泳社） 2012年
- 『日本人が気づいていないちょっとヘンな日本語 日本語再発見BOOK』（長尾昭子共著、アスコム） 2012年
- 『ネイティブが教える英語の動詞の使い分け』（森田修,古正佳緒里共著、研究社） 2012年
- 『ネイティブの英語舌、英語耳に今スグなれるCD-BOOK』（小池信孝共著、主婦の友インフォス情報社） 2012年
- 『ネイティブの日常英会話が話せるフレーズ集 知っているやさしい単語だけで』（小林奈々子共著、明日香出版社） 2012

- 『心に響く英語名言集 世界の女性編』（小松アテナ共著、Jリサーチ出版、J新書） 2013年
- 『ネイティブが教える英語の形容詞の使い分け』（古正佳緒里共著、研究社） 2013年
- 『ネイティブが教えるほんとうの英語の冠詞の使い方』（森田修, 古正佳緒里共著、研究社） 2013年
- 『ネイティブに伝わる「シンプル英作文」』（森田修共著、ちくまプリマー新書） 2013年

- 『英語で読むトム・ソーヤーの冒険』（マーク・トウェイン原著、英文リライト、出水田隆文英語解説、IBCパブリッシング） 2014
- 『おもてなし英会話』（小松アテナ共著、主婦の友社） 2014
- 『ここから始める会社の英語 プレゼンテーション編』（千田潤一共著、IBCパブリッシング） 2014
- 『TOEICテスト攻略トントンメソッド 英語の師匠オーガ&セインPresent』（大賀リヱ共著、南雲堂） 2014
- 『ネイティブが教える英語の句動詞の使い方』（古正佳緒里共著、研究社） 2014
- 『ネイティブが教えるほんとうの英語の助動詞の使い方』（古正佳緒里共著、研究社） 2014
- 『ネイティブが教えるほんとうの英語の前置詞の使い方』（古正佳緒里共著、研究社） 2014
- 『ネイティブが絶句! その英語危ないです。』（古正佳緒里共著、河出書房新社） 2014

- 『何もしないまま出発日になってしまった人の機内で一夜づけ海外旅行英会話』（小松アテナ共著、主婦の友社） 2015
- 『もう一度学ぶ日本語』（長尾昭子共著、アスコム） 2015
- 『アメリカの現在(いま)を知る重要表現24』（丸田忠雄共著、研究社） 2015

- 『中学で習ったその英単語、ネイティブはこう使います 知っていますか?』（アンナ・セイン共著、新星出版社） 2016
- 『ネイティブが教える英語の時制の使い分け』（古正佳緒里共著、研究社） 2016

### 監修
- 『ここがおかしい! 日本人の英語』（監修、三笠書房、知的生きかた文庫） 2000
- 『英語で楽しむインターネット ライフスタイル編』（監修、新水社） 2001
- 『あなたの英語、ホントはイケてない! 魅力的に見える話し方と正しいマナー』（監修、徳間書店） 2008
- 『ミライ系NEW HORIZONでもう一度英語をやってみる 大人向け次世代型教科書 あのキャラクターが帰ってきた!』（監修、東京書籍） 2011
- 『やさしい英語で日本案内 聞いて覚える980フレーズ収録!』（監修、学研教育出版） 2011
- 『セイン先生の超入門! シャドーイング3週間プログラム』（監修、主婦の友社） 2012

## 翻訳
- 『断行 Lion heart アメリカ人の目が見た小泉純一郎語録』（編訳、三修社） 2001
- 『トム・ソーヤーの冒険』（ マーク・トウェイン、翻案、IBCパブリッシング） 2009
- 『The Hidden Messages in Water』（江本勝） - 『水からの伝言』の英語版。2011年の電子版には翻訳者としてセインの名が出ている[1]。

## iPhoneアプリ
- 英語で「おつかれさま」を言いたくないですか？
- 持ち歩きトラベル英会話
- セイン's 3分英語
- デイビッド・セインの2単語英語でGO!
- 日本人が苦手な英語Getの使い方49